# Carl Enckell
Carl Enckell (ur. 26 maja?/7 czerwca 1876 w Petersburgu, zm. 26 marca 1959 w Helsinkach) – fiński polityk i dyplomata, tymczasowy premier Finlandii od 9 do 26 marca 1946 (bezpartyjny).
W 1918 przedstawiciel dyplomatyczny w Rosji, sprawował w okresach 1918–1919, 1922, 1924 i 1944−1950 urząd ministra spraw zagranicznych. W 1919 był delegatem na konferencji pokojowej w Paryżu. Od 1920 do 1926 przedstawiciel Finlandii w Lidze Narodów, pełnił również funkcję ambasadora we Francji (1927−1929). W 1944 prowadził rozejmowe negocjacje ze Związkiem Radzieckim, a w 1947 podpisał traktat pokojowy w Paryżu.